# Anthony Newcomb
Pour les articles homonymes, voir Newcomb.
Anthony Newcomb, né le 6 août 1941 à New York et mort le 18 novembre 2018, est un musicologue américain.

## Biographie
Il a étudié à l'université de Berkeley en Californie, obtenant son diplôme en 1962. Par la suite, il a étudié avec  Gustav Leonhardt aux Pays-Bas, grâce à l'obtention d'une bourse (Fulbright Scholarship). Il obtient une maîtrise (1965) puis un doctorat de l'université de Princeton (1969).
En 1968, il rejoint la faculté de musique de l'Université de Harvard, et la quitte en 1973 pour se joindre au corps professoral de Berkeley. En 1981, il remporte la médaille de Dent, une récompense prestigieuse pour la musicologie décerné par l'Association royale de musique. De 1986 à 1990, il est le rédacteur en chef du Journal de la Société américaine de musicologie. En 1990 Newcomb devient le doyen des arts et des sciences humaines à Berkeley, où il est professeur émérite. En 1992, il est élu au Académie américaine des Arts et Lettres.
Newcomb s'est tout d'abord intéressé à l'histoire du madrigal italien entre 1540 et 1640, surtout la musique du concerto delle donne de Ferrare. Par la suite, ses études ont porté sur les œuvres de Richard Wagner et le lien entre les œuvres instrumentales du XVIIIe siècle et du XVIIe siècle et sur des questions de sens musical.

## Œuvres
- (en) Anthony Newcomb, Carlo Gesualdo and a musical correspondence in 1594, Princetown, The Musical Quarterly, LIV, 1968
- (en) Anthony Newcomb, The Madrigal at Ferrara, 1579-1597, Princeton, J. Bowers and J. Tick, 1980 (ISBN 978-0-691-09125-9)
- (en) Anthony Newcomb, Women Making Music : The Western Musical Tradition, 1150-1950, Urbana, J. Bowers and J. Tick, 1986
- (en) Anthony Newcomb, Courtesans, Muses, or Musicians : Professional women musicians in sixteenth-century Italy, Urbana, J. Bowers and J. Tick, 1986

Newcomb a également participé à l'élaboration de nombreux articles du New Grove Dictionary of Music and Musicians.